# Pazza di gioia
À ne pas confondre avec le film La pazza gioia (2016).
Pour plus de détails, voir Fiche technique et Distribution.
Pazza di gioia est une comédie italienne réalisée par Carlo Ludovico Bragaglia et sortie en 1940.
Il s'agit d'un remake du film allemand Deux dans une voiture (1932) réalisé par Joe May et scénarisé par Ernst Marischka. À l'instar du film original, Pazza di gioia est un road movie.

## Synopsis
Aroldo Bianchi, comptable, gagne une voiture à la loterie et décide de passer une annonce dans le journal pour trouver un compagnon de voyage pour un voyage d'agrément qui puisse participer aux frais. Il pose comme condition supplémentaire qu'il se présente au rendez-vous avec le klaxon d'un véhicule à la main. Ayant reçu un billet signé de ses seules initiales de la part d'une personne disposée à voyager avec lui, il l'attend dans le salon d'un luxueux hôtel et engage entre-temps une conversation avec le comte Corrado Valli. À la suite d'un malentendu, ce dernier comprend les intentions de son ami, et lorsqu'une belle jeune fille, Liliana Casali, se présente, klaxon en main, il saisit l'heureuse occasion et fait croire qu'il est le comptable, décidant de partir avec elle le lendemain matin et donnant vingt jours de vacances à Peppino, son majordome.
L'employé, quant à lui, reçoit une importante somme d'argent de la part d'Alvaro Monteiro, chef de rayon du magasin de musique Do-re-mi et amoureux éconduit de Liliana, bien décidé à se venger de l'affront ; ne comprenant pas bien ce qui s'est passé, il décide de le suivre dans ses intentions. Le lendemain matin, ils partent à six dans trois véhicules : Corrado avec Liliana, Alvaro avec Aroldo et Peppino lui-même avec sa femme Rosetta, bien décidés à profiter au maximum de ces vacances inespérées. Au cours du voyage, après une série de péripéties, ils se retrouvent tous les six, par un concours de circonstances, dans le même hôtel. Liliana découvre qu'elle est amoureuse de Corrado, mais lorsqu'Alvaro et le greffier les rejoignent, ce dernier révèle la vérité à la femme, la convaincant que le noble est en réalité un malfaiteur.

## Fiche technique
- Titre original italien : Pazza di gioia[2]
- Réalisateur : Carlo Ludovico Bragaglia
- Scénario : Carlo Ludovico Bragaglia, Aldo De Benedetti, Maria Teresa Ricci, remake du film allemand Deux dans une voiture (1932) réalisé par Joe May et scénarisé par Ernst Marischka.
- Photographie : Anchise Brizzi
- Montage : Mario Serandrei
- Musique : Giovanni Fusco
- Décors : Gastone Medin
- Production : Giuseppe Gallia
- Société de production : Atlas Film
- Pays de production :  Royaume d'Italie
- Langue originale : italien
- Format : Noir et blanc - 1,37:1 - Son mono - 35 mm
- Durée : 78 minutes
- Genre : comédie, road movie[1]
- Dates de sortie :
  - Royaume d'Italie : 7 mars 1940

## Distribution
- Vittorio De Sica : Comte Corrado Valli
- María Denis : Liliana Casali
- Umberto Melnati : Aroldo Bianchi
- Paolo Stoppa : Alvaro Monteiro
- Enzo Biliotti : Peppino
- Rosetta Tofano : Rosetta, sa femme
- Giuseppe Pierozzi : le gérant du magasin de musique
- Marcella Melnati : Rosalia
- Luigi Erminio D'Olivo : le chef d'orchestre
- Olga von Kollar : Giulia
- Aristide Garbini : le propriétaire de la trattoria
- Renato Malavasi : le barbier
- Alfredo Martinelli : le monsieur à la barbe à moitié rasée